# Apanteles diourbeli
Apanteles diourbeli är en stekelart som beskrevs av Jean Risbec 1951. Apanteles diourbeli ingår i släktet Apanteles och familjen bracksteklar. Inga underarter finns listade i Catalogue of Life.